# Nasone

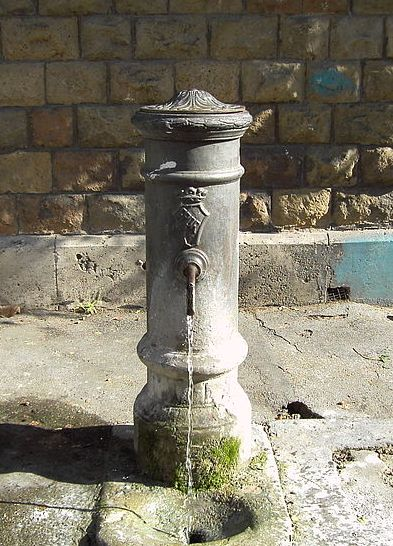
Un nasone de los años 1930

Un nasone (plural nasoni), también llamado fontanella (plural fontanelle), es un tipo de fuente pública que se encuentra en Roma, Italia. Literalmente significa ‘nariz grande’ y debe su nombre a su característico diseño, introducido por primera vez en la década de 1870. En Roma hay entre 2500 y 2800 nasoni, que suministran agua potable gratuita a la población.

## Historia

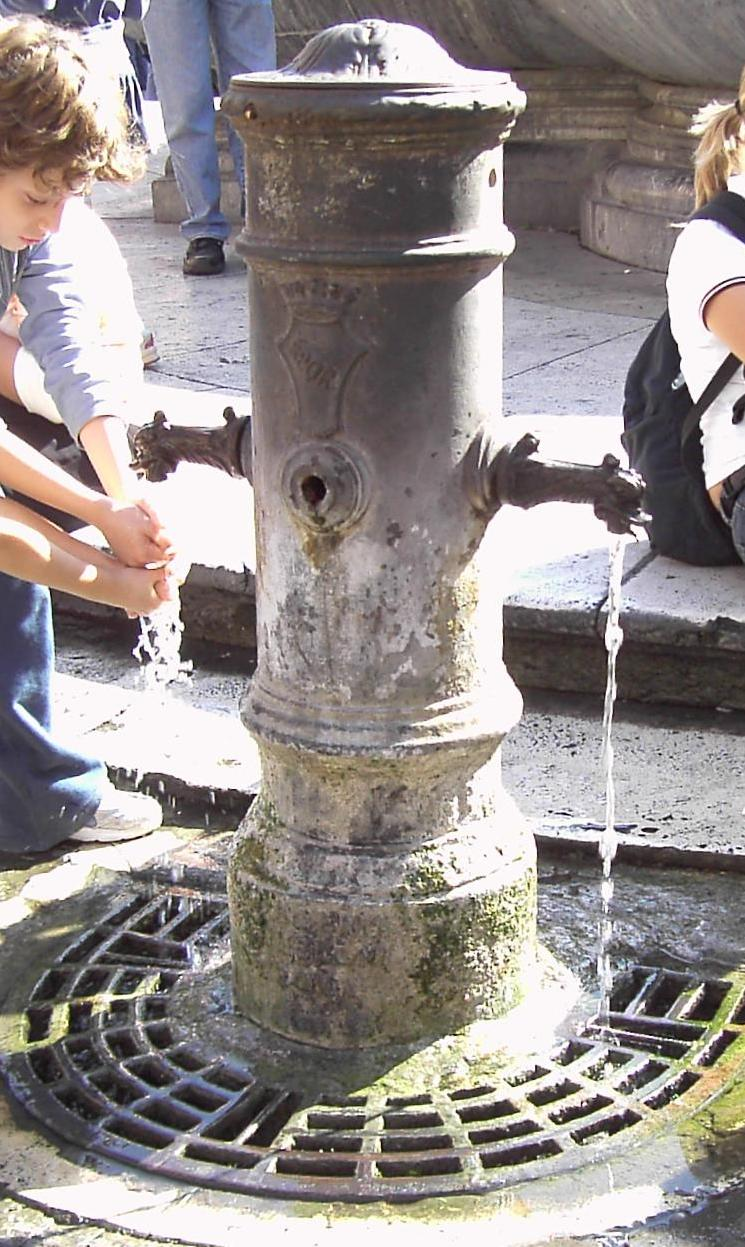
Nasone con dos cabezas de animales como surtidores en la plaza de la iglesia de Sant'Eustachio

La ciudad de Roma empezó a instalar nasoni en la década de 1870 para abastecer de agua a los ciudadanos. Se desconoce el año exacto: las fuentes señalan tanto 1872 como 1874 como la primera vez que se instaló un nasone. El diseño de las fuentes no cambió durante décadas. En el punto álgido de su popularidad, había aproximadamente 5000 nasoni en Roma. Aunque su número ha disminuido a medida que se han generalizado las conexiones de agua domésticas, sigue habiendo entre 2500 y 2800 nasoni en la gran Roma, una décima parte de ellos en el centro histórico.
Acea, la empresa responsable del mantenimiento del suministro de agua de la ciudad, instaló diez casa dell'acqua en 2015. Descritos como «nasoni de alta tecnología», ofrecen agua del grifo y con gas gratis, así como información para turistas y un lugar para recargar dispositivos móviles.

## Diseño

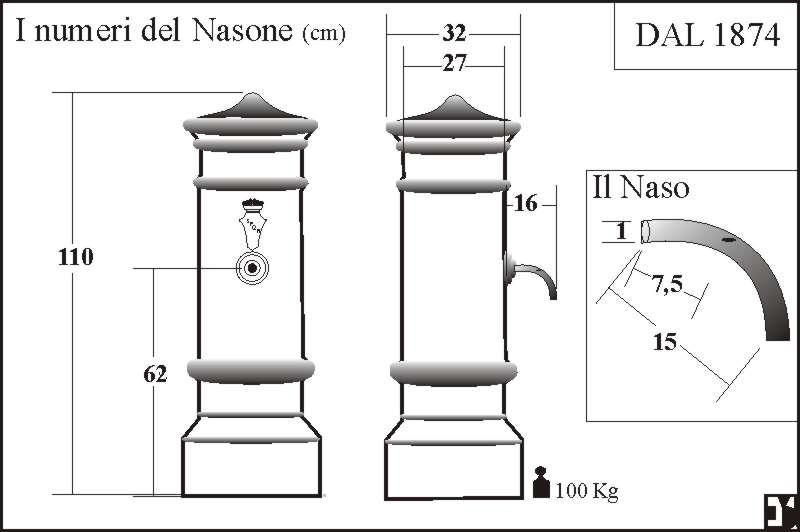
Esquema de un nasone típico

La mayoría de los nasoni comparten un diseño en forma de columna. La forma del surtidor de agua varía, pero la mayoría tienen un surtidor metálico que sobresale a media altura, que parece una nariz y da a las fuentes su nombre de ‘narices grandes’. Otros diseños incluyen cabezas de lobo, dragones y leones. La mayoría son de piedra sencilla, aunque en los años 1920 y 1930 se hacían de mármol travertino, algunas de las cuales aún se conservan, sobre todo en parques y en la zona del Foro Italico.
El agua que sale del nasone es la misma que se suministra a los hogares de la ciudad y, por tanto, es potable. Sale continuamente de la fuente a través de un orificio situado en la parte inferior del surtidor. Además, la mayoría de los nasoni tienen un orificio situado en la parte superior del caño, lo que permite a las personas sedientas beber de la fuente más fácilmente bloqueando el orificio inferior y forzando el agua hacia arriba.

## Beneficios
Aparte de los beneficios sociales que supone suministrar agua potable a los ciudadanos (especialmente a los que carecen de acceso propio), los nasoni sirven como válvulas de ventilación necesarias para el sistema romano de abastecimiento de agua. Además, el flujo constante de agua evita que el agua de las tuberías se estanque, lo que de otro modo permitiría la proliferación de bacterias. Aunque esto ha sido criticado por algunos como un desperdicio de agua potable, sólo el 1% del agua se pierde debido al funcionamiento continuo de los nasoni, en comparación con casi el 50% del agua que se pierde debido a tuberías viejas y con fugas. Según las estimaciones, el funcionamiento de un nasone cuesta a la ciudad de Roma aproximadamente entre 3 y 5 euros al día, dependiendo de la fuerza del flujo de agua.

## Cierres
En julio de 2017, Acea empezó a cerrar algunos nasoni porque la sequía había mermado el cercano lago Bracciano, la principal reserva de agua de la ciudad. La medida fue criticada por muchos, que temían que la decisión perjudicaría a la población sin hogar de Roma y a los animales, que dependen del agua fresca de estas fuentes.